# Ewa Ignaczak
Ewa Ignaczak (ur. w Sopocie) – reżyser teatralny, animator kultury.

## Życiorys
Studiowała na Wydziale Wiedzy o Teatrze Akademii Teatralnej im. Aleksandra Zelwerowicza w Warszawie. W 1981 założyła w Gdańsku niezależny Teatr Stajnia Pegaza, z którym zrealizowała ponad trzydzieści przedstawień. W latach 2003–2011 pełniła funkcję dyrektorki Sopockiej Sceny Off de Bicz. W latach 2009–2011 była pomysłodawczynią i wykładowcą Polskiej Akademii Teatru Niezależnego na Litwie. W latach 2012–2014 pełniła funkcję dyrektorki merytorycznej i wykładowczyni w międzynarodowym projekcie „South Baltic Academy of Independent Theatre – a Tool of Social Change”. Jest także założycielką (2013) i wiceprezeską Fundacji „Klinika Kultury” oraz założycielką (2014) Teatru Gdynia Główna, którego jest dyrektorką artystyczną. W ramach edycji projektu „Teatr Zajechał” dociera z teatrem do najmniejszych miejscowości Województwa Pomorskiego.
12 marca 2016 weszła do zarządu nowopowstałej Federacji Teatrów Niepublicznych. 

## Realizacje teatralne
- Koniec świata według Konstantego Ildefonsa Gałczyńskiego (1983)
- Bal w operze według Juliana Tuwima (1984)
- Korrida według E. Jewtuszenki (1984)
- Myjdodziur według K. Czukowskiego (1985)
- Hiob według Czesława Miłosza (1986)
- Studium muru w trzech obrazach według Rolanda Topora (1987)
- Bobok według F. Dostojewskiego (1988)
- Kicz według Karła P. Lagerkvista (1990)
- Czy odmładzanie jest możliwe według Psiego serca Michaiła Bułhakowa (1992)
- Pomiędzy według Ślubu W. Gabrowicza (1993 – do premiery nie doszło)
- Pęknięte słońce według Diaboliady M. Bułhakowa (1994)
- Tu nikt nic według W. Gombrowicza (1995)
- Oskar-zm według Blaszanego bębenka G. Grassa (1996)
- Elektra według Sofoklesa (1997)
- W poszukiwaniu siebie według Bajki o księciu Pipo P. Gripariego (1998)
- Rybołówstwo według Turbota G. Grassa (1999)
- Dance macabre (2001)
- Kochając błękitnookich według Tonio Krogera T. Manna (2001)
- Przemiana według Przemiany F. Kafki (2001)
- Oda do radości (2001)
- Trans-Atlantyk według W. Gombrowicza (2001)
- Przemienienie według Przemiany F. Kafki (2001)
- Siostry według Czechowa (2002)
- Trzy siostry według Czechowa (2002)
- Gaz (wraz z Teatrem Brama) według Szymona Wróblewskiego (2003 i 2009)
- Wieczorek anarchistyczny według Wilka stepowego H. Hesse (2003)
- Dyskretne układy dynamiczne według Marka Branda (2004)
- Wszyscy według Miasta ślepców J. Saramago (2004)
- A teraz ja! według W. Gombrowicza (2005)
- Wstyd według Utraconej czci Katarzyny Blum Heinricha Bölla (2005)
- Gertruda według Hamleta W. Szekspira (2006)
- Noel wspak według Matki Witkacego (2007)
- Oj oda, oda! według Wyzwolenia Wyspiańskiego (2008)
- Gwiazda według Helmuta Kajzara (2008)
- Umiłowania według Sybilli Pära Lagerkvista (2009)
- Była Żydówka, nie ma Żydówki według Mariana Pankowskiego (2009)
- Ja/Marilyn według Joyce Carol Oates i Michela Schneidera (2010)

## Nagrody
- Nagroda „Instruktor Roku” przyznana przez warszawski Zarząd Główny Towarzystwa Kultury Teatralnej (1992)[5]
- Nagroda na Łódzkich Spotkaniach Teatralnych za reżyserię Oskar-zm (1996)
- II nagroda na Łódzkich Spotkaniach Teatralnych dla spektaklu Rybołówstwo Teatru Stajnia Pegaza w Sopocie (1999)
- Nagroda Prezydenta Miasta Gdańska za całokształt pracy artystycznej (2001)[6]
- II nagroda na Łódzkich Spotkaniach Teatralnych dla przedstawienia Wszyscy wg powieści Jose Saramago Miasto Ślepców w Teatrze Stajnia Pegaza w Sopocie (2004)
- Grand Prix Ogólnopolskiego Festiwalu Teatrów Studenckich w Częstochowie dla przedstawienia Wszyscy wg powieści Jose Saramago Miasto Ślepców w Teatrze Stajnia Pegaza w Sopocie (2004)
- „Srebrna Misa” na XXX Biesiadzie Teatralnej w Horyńcu-Zdroju za reżyserię przedstawienia Gaz (2009)[7]
- Nagroda „Galion Gdyński za rok 2015” w dziedzinie animacji kultury (2016)
- Nagroda Specjalna Marszałka Województwa Pomorskiego w dziedzinie kultury za całokształt twórczości i stworzenie wraz z Idą Bocian Teatru Gdynia Główna (2017)[8]
- Nagroda Prezydenta Miasta Gdyni za reżyserię spektaklu Burmistrz w Teatrze Gdynia Główna (2018)[9]
- Nagroda Prezydenta Miasta Gdyni za adaptację i reżyserię spektaklu Próby Józefa K wg Franza Kafki w Teatrze Gdynia Główna (2020)[10]

Źródło:.